# Fairholm (Washington)
Fairholm es un área no incorporada ubicado en el condado de Clallam en el estado estadounidense de Washington.

## Geografía
Fairholm se encuentra ubicado en las coordenadas 48°4′5″N 123°54′54″O / 48.06806, -123.91500.